# Gromada (gromada)
Gromada (od 29 II 1956 Majdan Gromadzki) – dawna gromada, czyli najmniejsza jednostka podziału terytorialnego Polskiej Rzeczypospolitej Ludowej w latach 1954–1972.
Gromady, z gromadzkimi radami narodowymi (GRN) jako organami władzy najniższego stopnia na wsi, funkcjonowały od reformy reorganizującej administrację wiejską przeprowadzonej jesienią 1954 do momentu ich zniesienia z dniem 1 stycznia 1973, tym samym wypierając organizację gminną w latach 1954–1972.
Gromadę Gromada z siedzibą GRN w Gromadzie utworzono – jako jedną z 8759 gromad na obszarze Polski – w powiecie biłgorajskim w woj. lubelskim na mocy uchwały nr 6 WRN w Lublinie z dnia 5 października 1954. W skład jednostki weszły obszary dotychczasowych gromad Gromada i Majdan Gromadzki ze zniesionej gminy Puszcza Solska w tymże powiecie. Dla gromady ustalono 10 członków gromadzkiej rady narodowej.
Gromadę zniesiono 29 lutego 1956 w związku z przeniesieniem siedziby GRN z Gromady do Majdana Gromadzkiego i zmianą nazwy jednostki na gromada Majdan Gromadzki.